# Elizabeth Shirland
Elizabeth Shirland fou una pirata del segle XVI.
Dona d'esperit lliure, i actituds violentes necessàries per a ser corsària en aquella època.
Elizabeth Shirland junt amb altres membres de la seua família es van unir a un grup de colons anglesos ja establerts a l'illa de Roanoke, en l'actual Carolina del Nord, al càrrec hi estava Sir Walter Raleigh.
Va ser empresonada a un vaixell espanyol, que la va treure de l'illa de Roanoke, durant aquest viatge, es diu que va ser violada en varies ocasions, fins que va poder matar al seu vigilant amb un ganivet.
La corona anglesa, sent reina Isabel I, com altres s'aprofitaren de les figures corsàries per fer la guerra a la mar, amb l'objectiu de furtar, i va ser un dels corsaris de la corona anglesa, Francis Drake, qui va rescatar a Elizabeth Shirland.
El seu esperit lliure va provocar que es separara del camí de Francis Drake, va aconseguir el seu propi vaixell, vestida amb roba d'home es va convertir en pirata i va governar el seu vaixell amb ma ferma. S'ha arribat a dir que emprava els homes per a satisfer els seus desitjos sexuals.
Era destra amb les armes blanques, el que li va valdre el nom de "Cutlass Liz", i també es diu que les va fer servir en més d'una ocasió per tallar-li el coll a més d'un.